# プライムタイム・エミー賞 作品賞 (ミニシリーズ/テレビ映画部門)
プライムタイム・エミー賞 作品賞 (ミニシリーズ/テレビ映画部門)（Primetime Emmy Award for Outstanding Miniseries or Movie）は、かつて存在したエミー賞の部門の一つ。2011年から2013年の3年間、テレビドラマ作品自体へと賞が贈られるエミー賞の最重要部門の一つであった。その年アメリカで放送された最も優れたミニシリーズもしくはテレビ映画6本を候補に選び、その中の1本にこの名誉が与えられた。
元々、プライムタイム・エミー賞の「ミニシリーズ部門」と「テレビ映画部門」は個別の賞だったが、2011年より2つの部門は統合され「ミニシリーズ/テレビ映画部門」となった。しかし3年後の2014年に再び2つの部門に分離され「ミニシリーズ/テレビ映画部門」は廃止された。ミニシリーズ部門は2015年からリミテッド・シリーズ部門(Limited Series)と改称され、その他の部門賞の名称の中のミニシリーズもリミテッドシリーズに改称された。

## 受賞と候補作
- 太字のものが受賞作品。

### 2010年代
- 2011 ダウントン・アビー - PBS
  - Cinema Verite - HBO
  - ケネディ家の人びと - ReelzChannel
  - ミルドレッド・ピアース 幸せの代償 - HBO
  - ダークエイジ・ロマン 大聖堂 - Starz
  - Too Big to Fail - HBO

- 2012 ゲーム・チェンジ 大統領選を駆け抜けた女 - HBO
  - アメリカン・ホラー・ストーリー - FX
  - ハットフィールド＆マッコイ 実在した一族vs一族の物語 - ヒストリー
  - 私が愛したヘミングウェイ - HBO
  - 刑事ジョン・ルーサー - BBCアメリカ
  - SHERLOCK（シャーロック） - PBS

- 2013  恋するリベラーチェ - HBO
  - アメリカン・ホラー・ストーリー アサイラム - FX
  - The Bible - ヒストリー
  - Phil Spector - HBO
  - Political Animals - USAネットワーク
  - Top of the Lake - Sundance Channel